# Maxwel Cornet
Gnaly Maxwel Cornet, född 27 september 1996, är en ivoriansk-fransk fotbollsspelare som spelar för Genoa, på lån från West Ham United.

## Karriär
Cornet debuterade för Lyon i Ligue 1 den 25 januari 2015 i en vinstmatch mot Metz (2–0), där han byttes in i den 34:e minuten mot Alexandre Lacazette.
Den 29 augusti 2021 värvades Cornet av Burnley, där han skrev på ett femårskontrakt.
Den 5 augusti 2022 värvades Cornet av West Ham United, där han skrev på ett femårskontrakt. Den 30 augusti 2024 lånades Cornet ut till nyuppflyttade Premier League-klubben Southampton på ett säsongslån. Den 20 januari 2025 blev han återkallad och istället utlånad till Genoa på ett låneavtal över resten av säsongen 2024/2025.